# Флак, Леон
Леон Флак (англ. Leon Victor Flack; род. 11 февраля 1975) — британский шорт-трекист, трёхкратный призёр чемпионата Европы по шорт-треку 2000, 2001 и 2003 года. Участник зимних Олимпийских игр 2002 года.

## Спортивная карьера
Леон Флак родился в Ислингтоне, пригород Лондона. Тренировался на базе клуба «Aldwych Speed Club» в Лондоне.
Первая медаль в его карьере была получена во время чемпионата Европы по шорт-треку 2000 года в итальянском городе — Бормио. Команда британских шорт-трекистов в мужской эстафете на 5000 м с результатом 7:03.919 заняла второе место, уступив первенство соперникам из Италии (7:00.928 — 1-е место), обогнав при этом команду из Франции (7:06.810 — 3-е место).
Дебютными в его карьере стали зимние Олимпийские игры 2002 года, что проходили в американском городе — Солт-Лейк-Сити. Флак был заявлен для выступления в забеге на 500, 1000 и 1500 м. Во время забега пятой группы I-го раунда квалификационного забега на 500 м с результатом 43.965 он финишировал третьим и прекратил дальнейшую борьбу за медали. В общем итоге он занял 23-е место. Во время четвертьфинального забега первой группы на 1000 м с результатом 1:28.604 он финишировал четвёртым и прекратил дальнейшую борьбу за медали. В общем итоге он занял 14-е место. Во время забега третей группы I-го раунда квалификационного забега на 1500 м с результатом 2:25.832 он финишировал четвёртым и прекратил дальнейшую борьбу за медали. В общем итоге он занял 24-е место.